# Madmans Esprit
Madmans Esprit (с англ. — «Дух Безумца») — южнокорейская авангард-метал-группа, вдохновленная visual kei и основанная в Сеуле в 2010 году. Помимо вокалиста Кюхо, который отвечает в группе практически за всё, коллектив включает в себя гитаристов Джухо и Сомёля, басиста Кона и барабанщика Лиму. Группа славится своим сочетанием разных музыкальных жанров, таких как блэк-метал и вижуал-кей. Особенно быстро группа начала набирать популярность после выхода альбома под лейблом Gan-Shin.

## История
Группа была создана в Сеуле, Южной Корее, в 2010 году вокалистом и гитаристом Кюхо (叫號). Первый состав включал в себя гитариста Джунбина (睛彬), басистку Нансиль (蘭實) и барабанщика Ходжина (滸震). Группа выпустила свой первый EP I Just Want To Sex With You в 2011 году, состоящий из трёх треков. Позднее в 2012 году был выпущен демо-альбом с двумя песнями и тремя каверами. В 2014 году лидер группы Кюхо переехал в Берлин в попытке «сбежать из Кореи», что привело по факту к временному прекращению деятельности группы. Из-за переезда в Берлин, Кюхо вынужден был искать новых музыкантов дабы продолжить активную деятельность группы. Вскоре к группе присоединился гитарист Марио, и в то же время Кюхо присоединился к берлинской группе Human Traces в роли вокалиста и автора текстов песен. В 2014 вышел первый полноформатный альбом Nacht, включающий в себя шесть песен.
В 2017 году из-за проблем с армией Кюхо был вынужден вернулся в Сеул, где по сей день продолжает свою музыкальную деятельность с Madmans Esprit и ms.isohp romatem. К Madmans Esprit присоединились гитаристы Джухо (также являющийся лидером, вокалистом и гитаристом ms. isohp romatem) и Senyt (известный по таким группам как Dark Mirror Ov Tragedy, Victim Mentality и Ishtar), басист Ын Чхе (занимающийся собственным проектом под названием SILVERCLUB) и барабанщик Confyverse (также играющий в Dark Mirror Ov Tragedy). 1 октября 2018 группа выпустила свой второй полноформатный альбом 무의식의 의식화 (англ.: Conscientization of Unconsciousness) под европейским вижуал-кей-лейблом Gan Shin Records. В состав альбома вошли 12 песен и один лимитированный бонус-трек. Активность группы в социальных сетях и выпуск альбома под столь крупным лейблом сделали группу более знаменитой за короткое время, в связи с чем группа начала подниматься в многочисленных музыкальных рейтингах и давать множество интервью. В конце 2018 года группа объявила о выходе нового мини-альбома Glorifying Suicide и о европейском туре в апреле 2019. Позднее, в феврале 2019 группа выпустила на своём YouTube-канале музыкальный клип к одноимённой песне из предстоящего мини-альбома. За три недели клип набрал более 8 500 просмотров, количество постоянных слушателей группы на платформе Spotify за короткий срок превысило 800 человек (ранее более 300 человек в начале января). Отыграв концерты во Франции (в том числе на французском фестивале аниме и манги Mang’Azur), Германии, Нидерландах, Чехии, Польше и Бельгии, Madmans Esprit вернулись домой в Корею.
В сентябре 2019 становится известен новый состав группы, который включает уже известных по ms. isohp romatem гитариста Джухо, басиста Кона и барабанщика Сан Юна (также известного как Yoel), ранее игравшего в BURSTERS и занимающимся собственным проектом под названием MYORI. Также к ним присоединяется Arc, бывший ранее гитаристом группы Midian и создателем собственного проекта под названием Zephyr. В октябре выходит новый сингл Seoul, в поддержку которого в ноябре проводится азиатский тур под названием this night is ours, завершающийся первым сольным концертом Madmans Esprit. В декабре в связи с финансовыми проблемами Кюхо решает запустить кампанию по сбору средств для выпуска Blu-ray с сольным концертом и нового сингла 妄誕詩 (кор.:망탄시)
В феврале 2020 мини-альбом Glorifying Suicide был номинирован в Korean Music Awards в категории «лучший метал и хардкор альбом». В этом же году выходит два сингла: 자해와 해방, клип на который вскоре после выхода был заблокирован на ютубе из-за нарушения правил сообщества, но спустя несколько месяцев восстановлен, и также 妄誕詩, включающий в себя три версии трека - на японском, корейском и смеси данных языков. В конце 2020 Кюхо создаёт создаёт свой собственный лейбл nO aUTHORITY, через который впоследствии выпускает новую музыку, а также запускает собственный бренд одежды MU GWON WI. В начале 2021 выходит сингл 백골의 정원 (англ.: Garden of Skeletons).
Спустя 4 года после выхода второго полноформатного альбома, 22 октября 2022 года Madmans Esprit выпускают долгожданный третий альбом под названием 나는 나를 통해 우리를 보는 너를 통해 나를 본다 (англ.: I See Myself Through You Who See Us Through Me). В альбом входит 13 треков, среди которых можно встретить выпущенные ранее синглы, которые со временем были доработаны и перезаписаны. По словам Кюхо, в этом альбоме он пытался снова вспомнить о своих музыкальных корнях и наконец поставить точку, чтобы можно было перейти к следующей главе. В записи одного из треков альбома, Hass und Ignoranz, также принял участие немецкий коллега Кюхо по Human Traces Том Хаберланд, для которого сыграл партию на саксофоне.
Несмотря на попытки обратить Madmans Esprit в полноценную группу с постоянными участниками, в феврале 2023 становится известно о роспуске лайв-состава и возвращения к статусу сольного проекта Кюхо. Летом этого же года выходит 3 сингла с ремейками треков из последнего альбома (таких как 죽었으면, Bitter и Hass und Ignoranz), которые были записаны ещё до роспуска лайв-состава и Йоэль, уже бывший ударник Madmans Esprit, внёс свой вклад в аранжировку треков. Для трека Hass und Ignoranz также был выпущен клип, в съёмках которого помимо Кюхо приняли участие другие люди, чья личность не раскрывается, но по теориям фанатов это может быть кто-то из прошлого состава, например Кон и Джухо. Также известно, что помощь в съёмках клипа оказал Senyt, один из бывших гитаристов группы. 16 октября 2023 года был объявлен новый лайв-состав. В этот новый состав вошли двое бывших участников: Кон (бас) и Джухо (гитара), а также Лиму (барабаны) из группы Clownus, которая вместе с Madmans Esprit работают под одним лейблом nO aUTHORITY. В апреле 2024 года под новым именем Сомёль в группу возвращается гитарист Senyt. В августе Madmans Esprit снова преобразуется в полноценную группу, в которой все саппорты становятся официальными участниками. В этом же месяце группа выпускает свой первый японский релиз 5 old scars, содержащий ремейки нескольких песен на японском языке, в том числе Stairway, для которой также выходит новый клип.
Помимо ставших регулярными выступлений в Японии (с такими группами как DAMNED и gibkiy gibkiy gibkiy), в сентябре группа отправляется во второй европейский тур, который включает в себя Польшу, Великобританию, Францию, Германию, Словакию и Италию. Также становится известно о первом туре по Латинской Америке, который пройдёт в апреле 2025 года в Мексике, Чили и Бразилии.

## Музыкальный стиль
Группа описывает свой музыкальный стиль как depressive suicidal blackened pop. В ранние годы группы их песни можно было описать скорее как блэк-метал. С выходом второго альбома в клипах и музыке всё больше проявляется влияние visual kei. Лидер группы Кюхо в своих интервью подчёркивал влияние на свою музыку таких групп как sukekiyo, Radiohead и Shining. Также в музыкальном плане на Madmans Esprit повлияли симфоническая музыка и корейская опера пхансори. Своей музыкой Кюхо старается привлечь внимание как со стороны метал-пуристов, так и со стороны поклонников азиатской поп-культуры, умело совмещая совмещая в ней различные элементы и, по его словам, показывая всем средний палец.
Тексты группы чаще касаются темы жизни и смерти. Сам Кюхо говорил, что старается донести смысл своих песен между строк текста, и что его тексты нередко касаются тем политики и философии. В лирике часто упоминается «змея, кусающая себя за хвост», что является отсылкой к Уроборосу, древнему символу, одним из значений которого является единство жизни и смерти. Этот символ встречается на обложке дебютного альбома Nacht, а также вытатуирован на руке Кюхо. Помимо этого в текстах можно увидеть отсылки к работам Ницше.

## Дискография
| Название                                       | Год выпуска | Тип         |
| ---------------------------------------------- | ----------- | ----------- |
| I Just Want To Sex With You                    | 2011        | EP          |
| Madmans Esprit                                 | 2012        | Демоальбом  |
| Nacht                                          | 2014        | Альбом      |
| Conscientization of unconsciousness            | 2018        | Альбом      |
| Suicidol                                       | 2019        | Сингл       |
| Glorifying Suicide                             | 2019        | EP          |
| Seoul                                          | 2019        | Сингл       |
| Jahaewa Haebang                                | 2020        | Сингл       |
| Mangtanshi                                     | 2020        | Сингл       |
| Garden of Skeletons                            | 2021        | Сингл       |
| I See Myself Through You Who See Us Through Me | 2022        | Альбом      |
| 죽었으면                                       | 2023        | Сингл       |
| Bitter                                         | 2023        | Сингл       |
| Hass und Ignoranz                              | 2023        | Сингл       |
| Mismatch                                       | 2023        | Сингл       |
| 墜落                                           | 2024        | Сингл       |
| 5 old scars                                    | 2024        | EP          |
| The World As Collective Reflections            | 2025        | Лайв-альбом |
| Please Stop Loving Me                          | 2025        | Сингл       |